# Rasheed Dwyer
Rasheed Dwyer (* 29. Januar 1989 im Saint Mary Parish) ist ein jamaikanischer Leichtathlet, der sich auf den Sprint spezialisiert hat.

## Sportliche Laufbahn
Erste Erfahrungen bei internationalen Meisterschaften sammelte Rasheed Dwyer im Jahr 2008, als er bei den Juniorenweltmeisterschaften in Bydgoszcz der jamaikanischen 4-mal-100-Meter-Staffel zum Finaleinzug verhalf und damit zum Gewinn der Silbermedaille beitrug. Im Jahr darauf startete er mit der Staffel bei den Zentralamerika- und Karibikmeisterschaften in Havanna und gewann dort in 39,31 s die Silbermedaille hinter dem Team aus Trinidad und Tobago. 2010 gewann er bei den U23-NACAC-Meisterschaften in Miramar in 20,64 s die Silbermedaille im 200-Meter-Lauf hinter den US-Amerikanern Curtis Mitchell und Brandon Byram und sicherte sich im Staffelbewerb die Silbermedaille hinter dem US-amerikanischen Team. Anschließend gewann er bei den Zentralamerika- und Karibikspielen in Mayagüez in 20,49 s die Silbermedaille über 200 Meter hinter Churandy Martina von den Niederländischen Antillen und im Staffelbewerb gewann er in 38,78 s ebenfalls die Silbermedaille, erneut hinter Trinidad und Tobago. Daraufhin schied er bei den Commonwealth Games in Neu-Delhi mit 21,13 s im Halbfinale über 200 Meter aus und gewann mit der Staffel in 38,79 s gemeinsam mit Lerone Clarke, Lansford Spence und Remaldo Rose die Silbermedaille hinter dem Team aus England. Im Jahr darauf siegte er in 20,20 s über 200 Meter bei der Sommer-Universiade in Shenzhen und wurde mit der Staffel in der Vorrunde disqualifiziert. Zwei Jahre später gewann er dann bei den Studentenweltspielen in Kasan in 20,23 s die Silbermedaille hinter dem Südafrikaner Anaso Jobodwana. Bei den IAAF World Relays 2014 auf den Bahamas verhalf er der jamaikanischen 4-mal-200-Meter-Staffel zum Finaleinzug und anschließend siegte er in 20,14 s bei den Commonwealth Games in Glasgow über 200 Meter. Anschließend wurde er beim British Athletics Birmingham Grand Prix in 20,58 s Dritter, wie auch bei Weltklasse Zürich in 20,21 s. Beim Continental-Cup in Marrakesch wurde er in 19,98 s Zweiter hinter dem Panamaer Alonso Edward.
Bei den IAAF World Relays 2015 in Nassau siegte er in 1:20,97 min in der 4-mal-200-Meter-Staffel und im Juli gewann sie bei den Panamerikanischen Spielen in Toronto in 19,90 s die Silbermedaille über 200 Meter hinter dem Kanadier Andre De Grasse. Daraufhin siegte er in 20,12 s bei den NACAC-Meisterschaften in San José und verhalf im August der jamaikanischen 4-mal-100-Meter-Staffel bei den Weltmeisterschaften in Peking zum Finaleinzug und trug damit zum Gewinn der Goldmedaille bei. Bei Weltklasse Zürich wurde er in 20,20 s Zweiter über 200 Meter. Bei den IAAF Worl Relays 2017 in Nassau wurde er in 1:21,09 min Dritter in der 4-mal-200-Meter-Staffel und Anfang Juli wurde er beim Meeting de Paris in 20,45 s Dritter über 200 Meter. Daraufhin erreichte er bei den Weltmeisterschaften in London das Halbfinale und schied dort mit 20,69 s aus. Im Jahr darauf schied er bei den Commonwealth Games im australischen Gold Coast schied er mit 20,82 s im Semifinale über 200 Meter aus und wurde Anfang August in 20,41 s Vierter bei den Zentralamerika- und Karibikspielen in Barranquilla und gewann zudem dort in 38,79 s die Bronzemedaille hinter den Teams aus Barbados und der Dominikanischen Republik. 
Bei den IAAF World Relays 2019 in Yokohama belegte er in 38,66 s den fünften Platz in der 4-mal-100-Meter-Staffel und anschließend belegte er bei den Panamerikanischen Spielen in Lima in 10,32 s den fünften Platz im 100-Meter-Lauf und wurde auch im Staffelbewerb in 39,01 s den Fünfte. Im September schied er bei den Weltmeisterschaften in Doha mit 20,54 s im Halbfinale über 200 Meter aus und verpasste mit der Staffel mit 38,15 s den Finaleinzug. 2021 nahm er an den Olympischen Sommerspielen in Tokio teil und klassierte sich dort mit 20,21 s im Finale den siebten Platz. Im Jahr darauf schied er bei den Weltmeisterschaften in Eugene mit 20,87 s im Semifinale aus, wie auch bei den Weltmeisterschaften 2023 in Budapest mit 20,49 s.
In den Jahren 2014, 2019 und 2022 wurde Dwyer jamaikanischer Meister im 200-Meter-Lauf.

## Persönliche Bestzeiten
- 100 Meter: 10,10 s (+1,4 m/s), 16. April 2014 in Kingston
- 200 Meter: 19,80 s (+2,0 m/s), 23. Juli 2015 in Toronto